# Fors (musikalbum)
Fors är Pelle Björnlerts första studioalbum som soloartist, utgivet 2001.

## Låtlista
1. "Grannas flickor" - 2:42 (polska efter Pelle Fors)
2. "Polska från Brotorp" - 1:52 (efter Anders Persson)
3. "Enshult d-moll" - 3:04 (polska efter Ludvig Olsson)
4. "Ristmans vals" - 2:08
5. "Enshult g-moll" - 2:17 (polska efter Ludvig Olsson)
6. "Polska" - 3:06 (efter Andreas Dahlgren)
7. "Schottis" - 2:17 (efter Johan Wetter)
8. "Polska" - 2:22 (efter Andreas Dahlgren)
9. "Strömkarlen spelar" - 3:05 (polska efter Anders Fredrik Andersson)
10. "Marsch från Falsterbo bruk" - 2:46 (efter Oscar Tolf)
11. "Roos" - 2:46 (polska efter A. P. Roos)
12. "Kvintförflyttningen" - 3:11 (polska efter Spel-Jocke)
13. "Höga Hambon" - 1:52 (efter Bror Strand)
14. "Skaffarepolskan" - 2:11 (efter Pelle Fors)
15. "Polska" - 2:37 (efter Pelle Fors)
16. "Moll och dur" - 2:22 (efter Anders Fredrik Andersson)
17. "Gråtarevalsen" - 3:10 (långdans efter Frans August Lindell)
18. "Nittonbunda" - 3:26 (polska efter Pelle Fors)
19. "Tyska klockorna" - 2:05 (marsch efter Pelle Fors)
20. "Strömkarlspolskan" - 2:58 (efter Pelle Fors)
21. "Polska" - 3:34 (efter Spel-Jocke)